# Supercopa d'Espanya de futbol 1988
La Supercopa d'Espanya de futbol 1988 va ser la 4a edició de la Supercopa d'Espanya de futbol, una competició futbolística que enfronta el campió de la lliga espanyola amb el de la copa. En aquesta ocasió es va disputar a doble partit el 21 i el 29 de setembre de 1988.
La disputaren el FC Barcelona, campió de la Copa 1987-88, i el Reial Madrid, campió de la lliga 1987–88.
El Reial Madrid va guanyar per 3–2 en el resultat global

## Partits

### Anada
| Reial Madrid                  | 2–0 | FC Barcelona |
| ----------------------------- | --- | ------------ |
| Míchel 51' · Hugo Sánchez 78' |     |              |

| Reial Madrid | FC Barcelona |

| Reial Madrid:  |    |                      |     |     |
|                |    |                      |     |     |
| GK             | 1  | Francisco Buyo       |     |     |
| DF             | 2  | Jesús Solana         |     |     |
| DF             | 4  | Miguel Tendillo      |     |     |
| DF             | 10 | Ricardo Gallego (c)  |     |     |
| DF             | 3  | Esteban              |     |     |
| MF             | 6  | Míchel               |     |     |
| MF             | 8  | Bernd Schuster       | 77' |     |
| MF             | 5  | Manuel Sanchís       |     |     |
| MF             | 11 | Martín Vázquez       |     | 65' |
| FW             | 7  | Emilio Butragueño    |     | 77' |
| FW             | 9  | Hugo Sánchez         | 33' |     |
| Suplents:      |    |                      |     |     |
| GK             | 13 | Agustín              |     |     |
| DF             | 12 | José Antonio Camacho |     |     |
| MF             | 14 | Rafael Gordillo      |     | 65' |
| MF             | 15 | Juan José Maqueda    |     |     |
| FW             | 16 | Francisco Llorente   |     | 77' |
| Entrenador:    |    |                      |     |     |
| Leo Beenhakker |    |                      |     |     |

| FC Barcelona: |    |                         |    |     |
|               |    |                         |    |     |
| GK            | 1  | Andoni Zubizarreta      |    |     |
| DF            | 2  | Luis López Rekarte      | 8' |     |
| DF            | 3  | José Ramón Alexanko (c) |    |     |
| DF            | 5  | Julio Alberto           |    | 46' |
| MF            | 8  | Roberto                 |    |     |
| MF            | 4  | Luis Milla              |    |     |
| MF            | 6  | José Mari Bakero        |    |     |
| MF            | 10 | Miquel Soler            |    |     |
| FW            | 7  | Francisco José Carrasco |    | 69' |
| FW            | 9  | Julio Salinas           |    |     |
| FW            | 11 | Txiki Begiristain       |    |     |
| Suplents:     |    |                         |    |     |
| GK            | 13 | Juan Carlos Unzué       |    |     |
| DF            | 12 | Ricardo Serna           |    |     |
| DF            | 14 | Urbano                  |    | 46' |
| MF            | 15 | Guillermo Amor          |    |     |
| MF            | 16 | Eusebio                 |    | 69' |
| Entrenador:   |    |                         |    |     |
| Johan Cruyff  |    |                         |    |     |

### Tornada
| FC Barcelona    | 2–1 | Reial Madrid   |
| --------------- | --- | -------------- |
| Bakero 37', 78' |     | Butragueño 15' |

| FC Barcelona | Reial Madrid |

| FC Barcelona: |    |                         |  |     |
|               |    |                         |  |     |
| GK            | 1  | Andoni Zubizarreta (c)  |  |     |
| DF            | 5  | Urbano                  |  |     |
| DF            | 3  | Ricardo Serna           |  |     |
| DF            | 2  | Luis López Rekarte      |  |     |
| MF            | 8  | Eusebio Sacristán       |  |     |
| MF            | 4  | Roberto                 |  |     |
| MF            | 6  | José Mari Bakero        |  |     |
| MF            | 10 | Miquel Soler            |  | 46' |
| FW            | 7  | Francisco José Carrasco |  | 83' |
| FW            | 9  | Julio Salinas           |  |     |
| FW            | 11 | Txiki Begiristain       |  |     |
| Suplents:     |    |                         |  |     |
| GK            | 13 | Juan Carlos Unzué       |  |     |
| DF            | 12 | Cristóbal               |  |     |
| DF            | 14 | Salva                   |  |     |
| MF            | 16 | Luis Milla              |  | 83' |
| FW            | 15 | Gary Lineker            |  | 46' |
| Entrenador:   |    |                         |  |     |
| Johan Cruyff  |    |                         |  |     |

| Reial Madrid:  |    |                       |     |     |
|                |    |                       |     |     |
| Gk             | 1  | Francisco Buyo        |     |     |
| DF             | 2  | Jesús Solana          |     |     |
| DF             | 4  | Miguel Tendillo       |     |     |
| DF             | 5  | Manolo Sanchís        |     |     |
| DF             | 3  | Esteban               |     |     |
| MF             | 6  | Míchel                | 6'  |     |
| MF             | 8  | Bernd Schuster        |     |     |
| MF             | 10 | Ricardo Gallego (c)   |     |     |
| MF             | 11 | Rafael Martín Vázquez | 45' |     |
| FW             | 7  | Emilio Butragueño     |     | 83' |
| FW             | 9  | Hugo Sánchez          |     |     |
| Suplents:      |    |                       |     |     |
| GK             | 13 | Agustín               |     |     |
| MF             | 12 | Juan José Maqueda     |     |     |
| MF             | 14 | Rafael Gordillo       |     | 83' |
| FW             | 15 | Sebastián Losada      |     |     |
| FW             | 16 | Francisco Llorente    |     |     |
| Entrenador:    |    |                       |     |     |
| Leo Beenhakker |    |                       |     |     |

## Campió
| Campió de la Supercopa d'Espanya 1988 |
| ------------------------------------- |
| Reial Madrid 1r títol                 |